# Batalla de Ambuíla
La Batalla de Ambuíla (o batalla de Mbwila) fue un decisivo enfrentamiento militar sucedido el 29 de octubre de 1665 entre las fuerzas del reino de Portugal y el reino del Congo. El rey António I del Congo resultó derrotado y decapitado.
Angola no volvería a ver una batalla que involucrara decenas de miles de combatientes hasta la batalla de Cuito Cuanavale en 1988.

## Antecedentes
Aunque ambos reinos eran socios comerciales y habían realizado un intenso intercambio cultural durante todo el siglo XVI el establecimiento de una colonia lusitana en Angola en 1575 empeoró las relaciones. Los congoleños se convirtieron al cristianismo y siguiendo el modelo europeo, crearon un ejército permanente de 5000 hombres (500 de ellos eran mosqueteros mercenarios). Congo inicialmente apoyó la expansión portuguesa, enviando un ejército a ayudar al gobernador portugués Paulo Dias de Novais en la conquista del vecino reino de Ndongo en 1579. Lentamente el poder portugués en el área se fue consolidando y aumentando hasta que se convirtió en una amenaza para los congoleños.
Entre 1620 y 1621 el ejército portugués al mando de Manuel Cerveira Pereira partió de Luanda y conquistó el Reino de Benguela. En la campaña murieron 800 portugueses y 40 000 africanos. Los benguelanos movilizaron unos 20 000 guerreros intentando resistirles. Tras su victoria los colonos portugueses se volvieron la potencia más fuerte de la región y en una clara amenaza para sus vecinos que empezaron a temer a su ya claro deseo expansionista.
Posteriormente las relaciones se rompieron definitivamente cuando en 1622 un ejército lusitano invadió el sur del Congo y derrotó a las fuerzas locales en Mbumbi. El rey congoleño Pedro II Alfonso derrotó la invasión en Mbamba.
Posteriormente el reino del Congo se alió con los holandeses para expulsar a los portugueses de Angola, en 1641 los holandeses tomaron Luanda pero fueron derrotados para 1648.
En los años posteriores a la derrota de los holandeses los gobernadores de Angola tratando de fortalecer el comercio de esclavos y vengarse de los congoleños llevaron una agresiva política exterior, incluyendo ataques contra los reinos semiindependientes ubicados entre Angola y Congo, en la región de Dembos. A la larga ambos reinos reclamaban soberanía sobre dicho territorio. El rey congoleño António I inició una agresiva política exterior, aliándose con los españoles persuadiendo a los jefes de Dembos de unírsele con la promesa de recibir ayuda española. Finalmente en 1665 en uno de estos pequeños estados, el de Ambuíla, estalló una lucha sucesoria en la que las distintas facciones pidieron ayuda a Portugal y Congo que enviaron sus ejércitos a la guerra.

## Ejércitos enfrentados
El núcleo del ejército lusitano, comandado por el mulato Luis Lopes de Sequeira, estaba formado por 366 mosqueteros y 100 empacaceiros y dos piezas de artillería. Esta fuerza se componía de 200 soldados de línea, 150 colonos europeos y 100 mosqueteros africanos. Los regulares habían sido enviados desde Brasil y eran mayoritariamente negros o indios. Según la fuente, los africanos eran 3000, 4000, 6000, 7000 o 15 000 efectivos, principalmente arqueros«soldados esclavos».
Solían sumar a su ejército bandas de imbangalas (en), guerreros profesionales a sueldo que causaban graves problemas en las fronteras de los reinos africanos. Formaban destacamentos independientes que solían combatir en líneas.
El ejército congoleño sumaba según las crónicas 100 000 infantes ligeros, en su mayoría arqueros, que usaban un arco (a veces tenían otro de reserva) en el intercambio de proyectiles previo a la batalla generando una verdadera lluvia de flechas, algunas incluso envenenadas. Posteriormente, se deshacían de sus arcos y usaban armas blancas para el combate cuerpo a cuerpo. Hoy esa cifra es considerada exagerada, para comparar, en tiempos del rey Álvaro II del Congo, los cuatro nobles que formaban su guardia real lideraban 4000 a 5000 «soldados esclavos» cada uno. Probablemente, en la batalla combatieron alrededor de 20 000 efectivos.
A estos se les sumaron 800 portadores de escudos y espadas (infantería pesada), 190 a 380 mosqueteros; estos últimos mandados por el mulato Pedro Dias de Cabral e incluían mercenarios europeos, específicamente 29 portugueses y 200 castellanos. Les seguían 150 000 no combatientes acompañando al ejército.
La vanguardia congoleña era mandada por el marqués de Mpemba y consistía en todos los mosqueteros, la mitad de los infantes pesados y 4000 arqueros. Su retaguardia y tren de bagaje era dirigido por el duque de Bengo e incluía la otra mitad de sus infantes pesados.
Tradicionalmente, los ejércitos de la zona se organizaban en tres cuerpos (mozengos o embalos), uno en el centro encaraba al enemigo enviando a los gunzes, los guerreros más valientes y hábiles en primera línea y luego los demás cuerpos flanqueaban al adversario. También existían destacamentos llamados lucanzos a cargo de tareas especiales. Las armas de fuego reemplazaron muy lentamente a las tradicionales y al comienzo sólo las usaban mercenarios portugueses.

## La batalla
Ambos ejércitos estaban operando a cierta distancia de sus bases. Habían marchado varios días siguiendo el río Ulanga hasta llegar al sur de Ambuíla. Escarpadas montañas y el río se encontraban al este del campo de batalla y colinas al oeste de este. Las fuerzas portuguesas tomaron posiciones entre ambas regiones con una formación en forma de diamante, ubicaron a los africanos aliados en sus flancos y los mosqueteros en el centro con su artillería y una reserva de guerreros africanos. Los congoleños avanzaron hacia las posiciones lusitanas con una vanguardia seguida de tres divisiones de infantería, con arqueros e infantes pesados en los flancos y una reserva al mando del duque de Bengo. En las primeras fases de la batalla se dio una feroz lucha entre los arqueros enemigos y la infantería congoleña atacó a los mosqueteros portugueses siendo rechazados en varios intentos, en el último de los cuales el rey António I resultó muerto. Tras la muerte de su rey la mayoría de los congoleños rompieron filas y huyeron evitando ser masacradas por la acertada intervención de la reserva.

## Consecuencias
Portugal obtuvo el vasallaje de Isabel, la regente de Ambuíla, quien no pudo ejercer mayor autoridad una vez retirada las fuerzas de sus aliados. La victoria les dio la perfecta oportunidad de expandir su comercio de esclavos, llegando a exportar más de 15 000 anuales desde el reino del Congo.
Los portugueses siguieron afianzando su poderío militar en la zona hasta que en 1670 tenían el más poderoso ejército alguna vez visto en África Central hasta entonces: miles de arqueros, destacamentos de imbangalas, otro de caballería, varios veleros, 4 cañones ligeros y 400 mosqueteros.
En 1693 se tuvo que dar una nueva intervención portuguesa en la región. Para el reino del Congo el principal efecto fue que a la ausencia de un heredero inmediato de su rey se inició una guerra civil que duró medio siglo (1665-1709).
La batalla se caracterizó por la importancia de la artillería portuguesa como fuerza de soporte en enfrentamientos campales (como en Mbumbi de 1622, Cavanga de 1646 y Kitombo en 1670) aunque era más útil en los asedios. Esta arma pronto sería incorporada por los reinos de Congo y Soyo a su arsenal. Así, para 1790 el ejército congoleño se caracterizaba por formar el columnas de 15 a 20 filas de profundidad que enfrentaban al enemigo, primero con fuego de mosquetes y artillería, después con armas blancas. Estas columnas actuaban coordinadamente para formar un semicírculo alrededor del enemigo.